# Mount Gower
Mount Gower är ett berg i Australien. Det ligger i delstaten New South Wales, i den sydöstra delen av landet, omkring 780 kilometer öster om delstatshuvudstaden Sydney. Toppen på Mount Gower är 875 meter över havet. Mount Gower ligger på Lord Howeön.
Mount Gower är den högsta punkten i trakten. Trakten är glest befolkad.